# Trappa upp och trappa ned
Trappa upp och trappa ned (holländskt originalnamn Klimmen en dalen, ungefär "Uppåtstigande och nedåtgående") är en litografi av den holländske konstnären M.C. Escher som trycktes för första gången i oktober 1960. Originalets tryckta format var 35,5 x 28,5 cm. Litografin skildrar en större klosterliknande byggnad vars tak utgörs av en evig trappa. Två rader av identiskt munkklädda män återfinns i trappan; en rad som går nedåt medan den andra raden uppåt, utan att någonsin komma varken upp eller ned.
Två figurer sitter skilda från figurerna i trappan: en på balkongen till vänster och en i den nedre trappan. 
Allt medan de flesta konstnärer som arbetar med tvådimensionella skapelser använder relativa proportioner för att skapa en illusion av djup, så använder Escher, här och på andra ställen, konflikter för att skapa en optisk illusion i form av en paradox. 
Trappa upp och trappa ner påverkades av, och är en konstnärlig implementation av, Penroses trappa, som betecknas som en omöjlig figur. Lionel Penrose publicerade första gången sitt koncept i februari 1958 i tidskriften British Journal of Psychology. Escher utvecklade sedan temat i sin litografi vattenfallet från 1961.

## Verket i populärkulturen
- I The Simpsons-avsnittet "Treehouse of Horror IV" ses Homer Simpson jaga sin son Bart uppför de omöjliga trapporna i litografin.
- I spelet Dark Legacy återfinns trappan nära finalscenens början av "The dream Realm" vilken är känd som "Maze of Illusion".
- I den franska serietidningen Game Over följer hjälten en evig trappa identisk med litografins version.
- I filmen "The Avengers" finns det ännu en omöjlig trappa.
- I Nintendo 64-spelet Super Mario 64, finns det en omöjlig trappa till finalnivån.
- I den tecknade TV-serien Family Guy köper Stewie en målning av den omöjliga trappan (och kallar den 'crazy stair').
- I Christopher Nolans Inception går de i en omöjlig trappa i drömstadiet.